# The Great Wen
 (avril 2025).
 (avril 2025).
The Great Wen (Le Grand Wen) est un surnom désobligeant pour la ville de Londres. Le terme a été inventé dans les années 1820 par William Cobbett, pamphlétaire radical et défenseur de l'Angleterre rurale. Cobbett considérait la croissance rapide de la ville comme un gonflement pathologique du visage de la nation (un "wen" est un kyste sébacé). Le terme est cité dans son ouvrage Rural Rides (1830) : « Mais quel est le sort du plus grand des wen ? Le monstre appelé, par les stupides coxcombs de la presse, 'la métropole de l'empire'. ».